# محمد فخري الجميل
محمد فخري آل جميل حقوقي وسياسي ودبلوماسي عراقي، ولد في بغداد عام 1329 هـ/ 1911م، وبها نشأ وتوفى.

## نسبه وأسرته
ونسبهُ (محمد بن عبد الباقي فخر الدين بن عيسى غياث الدين بن محمد بن عبد الغني آل جميل). وهو من عائلة آل جميل البغدادية التي عرفت بالعلم والوجاهة،  وكان لأسرتهِ دور بارز في تاريخ العراق، وأصل سكناهم في بلاد الشام ثم نزحوا عنها وسكنوا في منطقة حديثة في محافظة الأنبار، وبعدها سكنوا مدينة بغداد، ومن أسرته الكثير من العلماء والفضلاء، وكان لعائلتهِ مجلساً للوعظ والأرشاد في مسجد آل جميل في محلة قنبر علي في بغداد.  وكان جده الأعلى عبد الغني آل جميل مشهورا بثورته ضد الوالي العثماني والتي عرفت بحركة المفتي أما والده فخر الدين آل جميل فكان حقوقيا وفقيها وإداريا شغل منصب رئيس مجلس النواب بعهد بكر صدقي في عام 1937.

## دراسته وأعماله
درس محمد دراسته الأولية في مدارس بغداد ثم التحق بكلية الحقوق وحصل على شهادة البكلوريوس، ومارس مهنة المحاماة. عين في وزارة الخارجية عام 1949، وصار قائما باعمال المفوضية العراقية في روما عام 1950. ثم شغل منصب سكرتير ثاني في المفوضية في مدريد عام 1953، وبعدها رجع للعراق فانتخب نائبا عن المقدادية في حزيران 1955، وجدد انتخابه في أيار 1958، وبعد حركة 14 تموز 1958 ونهاية الحكم الملكي في العراق سافر إلى لبنان واستقر في بيروت فترة من الزمن، ثم رجع إلى بغداد وتوفي فيها عام 1980.

## وفاته
توفي محمد بن فخري آل جميل في بغداد يوم الثلاثاء 19 رجب 1400 هـ/ 3 حزيران 1980م.

## المصدر
1. 1 2 3 4  أعلام السياسة في العراق الحديث - مير بصري - دار الحكمة لندن - الجزء الثاني - صفحة 31.
2. ↑  تاريخ الأسر العلمية في بغداد - محمد سعيد الراوي - صفحة 287.
3. ↑  العقد اللامع بآثار بغداد والمساجد والجوامع - تأليف عبد الحميد عبادة - تحقيق الدكتور عماد عبد السلام رؤوف - مطبعة أنوار دجلة/بغداد -  مسجد آل جميل، صفحة 220.
4. ↑  البغداديون أخبارهم ومجالسهم - إبراهيم عبد الغني الدروبي - مجلس آل جميل - مطبعة الرابطة - بغداد 1958 - صفحة 38، 39.
5. ↑  المسك الأذفر - محمود شكري الآلوسي - تحقيق عبد الله الجبوري - الرياض 1982 - صفحة 254.